# Drest V dei Pitti
Drest, figlio di Manath (... – circa 550), è stato sovrano dei Pitti.
Secondo la Cronaca dei Pitti regnò per un anno tra Talorc II ed Galam Cennalath.